# 15 Orionis
15 Orionis (15 Ori) é uma estrela na constelação de Orion. Ela é a Estrela Polar do sul de Urano.[carece de fontes?]